# Жарменке
Жарменке (каз. Жәрмеңке) — аул в Бокейординском районе Западно-Казахстанской области Казахстана. Входит в состав Сайхинского сельского округа. Код КАТО — 275430300.

## Население
В 1999 году население аула составляло 428 человек (220 мужчин и 208 женщин). По данным переписи 2009 года, в ауле проживали 363 человека (179 мужчин и 184 женщины).